# Breguet 730
El Breguet 730 fue un hidrocanoa monoplano cuatrimotor diseñado y construido por la firma Société des Ateliers d'Aviation Louis Breguet para cumplir con los requisitos emitidos por el Almirantazgo de la Marine Nationale; se ordenó su producción en 1939, aunque no se entregó ningún aparato hasta después de que Francia firmara el armisticio con Alemania en junio de 1940. Al finalizar la Segunda Guerra Mundial, se completaron tres cascos sobrevivientes, sirviendo con la Aeronavale hasta 1954. Este fue, uno más de los cuatro proyectos para un hidrocanoa de patrulla que no llegaron a buen fin a resultas del inicio de la guerra y su posterior desenlace para Francia.

## Diseño y desarrollo
El 10 de mayo de 1935, el Almirantazgo francés emitió una especificación solicitando un nuevo Hydravion de croisière de 20 . de peso para reemplazar a los obsoletos hidrocanoas trimotores Breguet 521 Bizerte,- un desarrollo del Short S.8 Calcutta -. Los proyectos destinados a cumplir con los requisitos solicitados en dicha especificación incluyeron los diseños de las compañías Société des Ateliers d'Aviation Louis Breguet (Breguet 710), Latécoère - SIDAL (Latécoère 611), Lioré et Olivier (LeO H-440) y Société des Aéroplanes Henry Potez (Potez-CAMS 141).
El proyecto designado Br.710 era el de un gran hidrocanoa monoplano de ala de gaviota,sin embargo, los cambios en las especificaciones anunciados en diciembre de 1935 requirieron una considerable variación del diseño para cumplir con los nuevos requisitos. Se simplificó la estructura, se eliminó la configuración de ala de gaviota y se aumentó el peso bruto a 23 t. El proyecto modificado se designó Br.730 y la construcción del prototipo se inició en octubre de 1936.
El Breguet 730 era un monoplano de ala alta cantilever, con cuatro motores instalados en góndolas en el borde de ataque alar y con un gran estabilizador fijo a cada lado. El gran casco de dos redientes finalizaba a popa con la cola de dos estabilizadores de implantación alta y doble deriva.
Las alas, con depósitos con una capacidad de 18 450 l de combustible, contaban con un túnel en el borde de ataque a través del cual el ingeniero de vuelo podía acceder a los motores en vuelo, fueron construidas en la factoría Breguet de Villacoublay, y el conjunto de casco, flotadores y cola en la de El Havre.
El prototipo Breguet Br.730.01 propulsado por los motores nos. 1 y 3 Gnome et Rhône 14N-2 (rotación a izda.) y los nos. 2 y 4 14N-3 (rotación a dcha.), con lo que las hélices de los motores de cada ala giraban en sentido opuesto para compensar el torque y, con una potencia nominal de 1050 hp (780 kW) a 1500 m, voló el 4 de abril de 1938 en Le Havre. Tres meses después, el 16 de julio, el casco resultó gravemente dañado cuando intentó amerizar en aguas someras; a pesar de este contratiempo, a principios de 1939 se realizó un pedido de cuatro aviones de producción, seguido de un contrato de producción ilimitada al estallar la Segunda Guerra Mundial en septiembre de 1939. Sin embargo, en la primavera del año siguiente, se decidió que, dado que los hidrocanoas operaban principalmente fuera del alcance de los cazas terrestres enemigos, las pérdidas serían pequeñas y el pedido se redujo para que Breguet Aviation pudiera concentrarse en producir otros tipos de aviones de combate más urgentemente necesarios
El armamento propuesto (nunca instalado) comprendía un cañón de 25 mm en una torreta encima y detrás de la cabina de vuelo, y cinco ametralladoras Darne cal. 7,5 mm que disparaban a través de dos ojos de buey debajo de la cabina de vuelo, desde otros dos inmediatamente detrás del ala y desde una trampilla ventral a popa de rediente trasero.
En aquellos días, la producción de cascos se había iniciado en la factoría Latècoére - SIDAL en Toulouse-Montaudran, en ese momento "asociada" con Breguet  debido a la nacionalización de las compañías fabricantes de aviones en agosto de 1936. El casco de producción difería del prototipo solo en aspectos menores; cuatro estaban virtualmente completos cuando ocurrió la capitulación de junio de 1940 que detuvo la producción.

## Historial operativo
No se había completado ningún avión de producción cuando Francia firmó el Armisticio del 22 de junio de 1940, y la producción fue interrumpida, siendo reiniciada, con la autorización de los ocupantes alemanes en 1941 por el gobierno de la Francia de Vichy. Las alas del prototipo accidentado y el casco del primer aparato de producción, fueron enviados a la base de hidroaviones en la l´étang de Berre donde se terminó de ensamblar. Propulsado por cuatro motores Gnome et Rhône 14N-44/14N-45, el Br. 730.01 estaba listo para volar, cuando a resultas de la ocupación de la Francia de Vichy por el ejército alemán impidió realizar las pruebas.
Mientras tanto, el trabajo de producción en Toulouse-Montaudran continuó a un ritmo lo suficientemente lento como para retrasar la finalización de más aviones en caso de un repentino interés de la Luftwaffe en el tipo, pero no tan lento como para resultar que por falta de trabajo, se enviara personal sobrante a las fábricas alemanas.
Once cascos se encontraban en diferentes etapas de construcción cuando un bombardeo aliado dañó gravemente la planta Latècoére el 6 de abril de 1944, a consecuencia de ello, solo tres sobrevivieron.
Durante los últimos días de agosto de 1944, las fuerzas alemanas en retirada sabotearon la estación aérea naval de la Laguna de Berre pero, afortunadamente, el Br.730/01 solo sufrió daños menores y las pruebas de vuelo comenzaron en diciembre de 1944. Las pruebas de aceptación oficial se completaron a mediados de febrero de 1945 y el Br.730/01, nombrado como Vega, se entregó a la Flottille 9FTR que lo utilizó como transporte de largo alcance a partir de abril de 1945.
Uno de los tres cascos que sobrevivieron al bombardeo fue finalmente transportado a Biscarrose para su finalización como Br.730 No.2, este aparato voló por primera vez en mayo de 1946, y los dos cascos restantes equipados con un morro rediseñado, flotadores modificados y motores Gnome-Rhône 14R200/201 de 1350 hp fueron completados bajo la designación Br.731 y finalmente se entregaron a la Escadrille 33S nombrados como Altair y Bellatrix.

## Versiones
Breguet Br.730.1
Prototipo. Cuatro motores Gnome et Rhône 14N-2/14N-3 de 1050 hp (780 kW)
Breguet Br.730.01/02
Versión de producción. Impulsado por cuatro motores radiales refrigerados por aire de dos filas y 14 cilindros Gnome et Rhône 14N-44/14N-45 de 780 kW (1050 hp); dos construidos
Breguet Br.731
Proa y flotadores modificados, propulsado por motores Gnome et Rhône 14R-200/201 de 1010 kW (1350 hp); dos construidos
| Tipo           | Año constr. | Nombre    | Observaciones                                                                                   |
| -------------- | ----------- | --------- | ----------------------------------------------------------------------------------------------- |
| Breguet 730.1  | 1938        | -         | Perdida total por accidente amerizaje el 16 de julio de 1938                                    |
| Breguet 730.01 | 1942        | Vega      | Flottille 9FTR. Destruido por accidente en Arzew, Argelia en enero de 1949                      |
| Breguet 730.02 | 1946        | Sirius    | Escadrille 33S. Perdida total por accidente río Sebú, Kenitra, Marruecos el 27 de junio de 1951 |
| Breguet 731    | 1947        | Altair    | Escadrille 33S Dado de baja el 23 de marzo de 1953 (BAN Saint-Mandrier)                         |
| Breguet 731    | 1949        | Bellatrix | Escadrille 33S BAN Saint-Mandrier. Dado de baja el 20 de enero de 1954                          |

## Especificaciones técnicas
Referencia datos: 'Enciclopedia Ilustrada de la Aviación Vol.4 , pág. 878

### Características generales
- Tripulación: 10
- Longitud: 24,35 m
- Envergadura: 40,35 m
- Altura: 8,60 m
- Superficie alar: 173,0 m²
- Peso vacío: 16 100 kg
- Peso máximo al despegue: 28 500 kg
- Planta motriz: 4× radial 14 cilindros en doble fila refrigerado por aire Gnome et Rhône 14N-44/14N-45.
  - Potencia: 780 kW (1075 HP; 1061 CV) cada uno.
- Hélices: 1× Tripala metálica Ratier por motor.

### Rendimiento
- Velocidad nunca excedida (Vne): 330 km/h a 1500 m
- Alcance: 6900 km 30 horas
- Techo de vuelo: 6000 m
- Régimen de ascenso: 3000 m (9800 pies) en 9 minutos
- Carga alar: 165 kg/m²
- Potencia/peso: 0,117 kW/kg